# Swiss Life Asset Managers
Swiss Life Asset Managers ist die Vermögensverwaltungsgesellschaft von Swiss Life. Per Ende 2024 beschäftigt Swiss Life Asset Managers länderübergreifend über 2300 Mitarbeiter. Das Unternehmen verwaltet das Vermögen des eigenen Versicherungsgeschäfts sowie das Vermögen institutioneller Kunden und bietet Anleihen-, Immobilien-, Aktien-, Infrastruktur- und Multi-Asset-Anlagelösungen an.
Mit einem verwalteten Vermögen von insgesamt 272,3 Milliarden Schweizer Franken (per 31. Dezember 2024), wovon über 30 % auf Immobilien entfallen, ist das Unternehmen ein führender institutioneller Immobilieninvestor (#2 IPE Top 150 Real Estate Investment Managers 2024 Ranking Europe, #2 INREV Fund Manager Survey 2024) in Europa. Swiss Life Asset Managers verfügt über mehrere Tochtergesellschaften, die eine Expansion nach Deutschland, Frankreich, Großbritannien, Luxemburg und in die Nordischen Länder ermöglichen.

## Geschichte

### Ursprünge
Die Aktivitäten von Swiss Life Asset Managers haben ihren Ursprung in der 1857 gegründeten Schweizerische Lebensversicherungs- und Rentenanstalt, aus der später die Swiss Life-Gruppe hervorging. 1858 investierte das Unternehmen zum ersten Mal in ein Darlehen in Form einer Hypothekenanleihe, um die Rentenverträge (zukünftige Lebensversicherungsverträge) seiner Kunden zu bezahlen. Diese Anlagetätigkeit wurde innerhalb der Versicherungsgesellschaft nach und nach diversifiziert, die in den folgenden Jahrzehnten vor allem in Eisenbahnanleihen investierte und 1893 begann, in den Immobilienbereich zu investieren.
1986 gründete die Schweizerische Rentenanstalt einen neuen Geschäftsbereich, die heutige Swiss Life Asset Managers, und begann mit der Vermögensverwaltung für Drittkunden. 2004 wurde die Schweizerische Rentenanstalt in Swiss Life umbenannt. Im Jahr 2012 schuf Swiss Life die Marke Swiss Life Asset Managers, unter der alle Vermögensverwaltungsaktivitäten zusammengefasst wurden.

### Akquisitionen
Die Immobilienanlagetätigkeit von Swiss Life Asset Managers wuchs vor allem ab Ende der 1990er Jahre durch sukzessives externes Wachstum (Akquisitionen anderer Unternehmen).
1999 übernahm die Rentenanstalt Livit Real Estate Management, das damals zu den wichtigsten Immobiliendienstleistern in der Schweiz gehörte. Im Laufe der Jahre wurde Livit zu einer 100%igen Tochtergesellschaft von Swiss Life Asset Managers. Livit tritt weiterhin unter seiner eigenen Marke auf.
In Frankreich erwarb Swiss Life Asset Managers 2011 das auf Immobilienfonds spezialisierte Unternehmen Viveris REIM. Drei Jahre später wurde Viveris REIM in Swiss Life Asset Managers REIM eingegliedert. Das Unternehmen verwaltete 23 Fonds mit einem ausstehenden Gesamtvolumen von 4,5 Milliarden Euro. 2019 wurde das französische Vermögensverwaltungsgeschäft in Swiss Life Asset Managers France konsolidiert.
Swiss Life Asset Managers kam 2014 durch die Übernahme von Corpus Sireo, einem auf die Verwaltung von Immobilienvermögen spezialisierten Unternehmen, auf den deutschen Markt. 2018 verstärkte Swiss Life Asset Managers seine Präsenz in Deutschland durch die Übernahme von BEOS, einer deutschen Investmentgesellschaft für Gewerbeimmobilien (insbesondere Logistikzentren). Zu diesem Zeitpunkt verwaltete BEOS ein Vermögen im Gesamtwert von 2,6 Milliarden Euro. Die Tochtergesellschaft BEOS behielt ihren Namen und tritt innerhalb von Swiss Life Asset Managers unter einer eigenen Marke auf. Die Corpus Sireo Real Estate GmbH wurde im August 2021 durch Fusion in die Muttergesellschaft Swiss Life Investment Management Deutschland Holding GmbH integriert. Die beiden fusionierten Unternehmen firmieren als Swiss Life Asset Managers Deutschland GmbH.
Im Jahr 2016 kam das Unternehmen mit der Übernahme von Mayfair Capital Investment Management Limited, einer Immobilieninvestmentgesellschaft mit Sitz in London, auf den britischen Markt. Zum Zeitpunkt der Übernahme belief sich das verwaltete Vermögen des Unternehmens auf rund eine Milliarde britische Pfund. Mayfair Capital wurde im Mai 2023 in Swiss Life Asset Managers UK umbenannt und die Marke Mayfair Capital wurde eingestellt.
2019 übernahm Swiss Life Asset Managers schliesslich Fontavis, eine Schweizer Infrastruktur-Investmentgesellschaft, die sich auf den Bereich saubere Energie (Wasserkraft, Windparks, Stromnetze, Solaranlagen und Recycling) spezialisiert hat. Zum Zeitpunkt der Übernahme verwaltete das Unternehmen über drei Fonds rund eine Milliarde Schweizer Franken. Swiss Life Asset Managers und Fontavis haben ihre Infrastrukturkompetenzen im Dezember 2021 offiziell zusammengelegt und die Marke Fontavis wurde eingestellt.
2021 erwarb Swiss Life Asset Managers das Immobiliengeschäft von Ness, Risan & Partners (NRP). Der übernommene Geschäftsbereich von NRP tritt seit Dezember 2021 unter der Marke Swiss Life Asset Managers Nordic auf. Der Standort Oslo wird weiterhin mit allen Mitarbeitenden aus dem Immobiliengeschäft betrieben.
2024 hat Swiss Life Asset Managers das schwedische Unternehmen Wilfast Förvaltning AB erworben, um die Position als institutioneller Immobilienverwalter in Europa auszubauen und die Präsenz in Skandinavien zu stärken. Wilfast Förvaltning bietet Dienstleistungen in der Verwaltung und Geschäftsführung, Vermietung, Transaktionen und Projektentwicklung im Bereich Immobilien an und ist auf Gewerbeimmobilien in Schweden, Dänemark und Finnland spezialisiert. Der Standort in Göteborg bleibt erhalten, der Firmenname wurde im April 2025 in Swiss Life Asset Managers umbenannt. Über den Verkaufspreis wurde Stillschweigen vereinbart.

## Aktivitäten

### Allgemeiner Überblick
Swiss Life Asset Managers investiert das Vermögen seiner Kunden in die Finanzmärkte sowie in die Bereiche Immobilien, Infrastruktur, festverzinsliche Wertpapiere und Multi-Asset-Aktien.
Das Unternehmen unterscheidet zwischen der Verwaltung von Vermögenswerten für Versicherungsgesellschaften der Muttergesellschaft (Proprietary insurance Asset Management, kurz „PAM“) und der Verwaltung von Vermögenswerten für Drittkunden (institutionelle und private Anleger, die nicht bei Swiss Life versichert sind), die unter dem Begriff Third-Party Asset Management („TPAM“) zusammengefasst werden. Per 31. Dezember 2024 verteilte sich das verwaltete Vermögen auf 147,6 Milliarden Schweizer Franken, die für Swiss Life verwaltet wurden (PAM), und 124,7 Milliarden Schweizer Franken, die für Drittkunden verwaltet wurden (TPAM), was insgesamt 272,3 Milliarden Schweizer Franken an verwalteten Vermögen ausmachte.
Aufgrund des Umfangs seiner Anlagetätigkeit verwaltet Swiss Life Asset Managers eine große Anzahl von Immobilien in der Schweiz, was dem Unternehmen und damit auch der Muttergesellschaft Swiss Life den Rang eines „führenden Immobilieneigentümers in der Schweiz“ einbrachte. Das Unternehmen gehört auch zu den drei größten Immobilieneigentümern in Europa und ist der drittgrößte Vermögensverwalter in der Schweiz für institutionelle Kunden.

### PAM- und TPAM-Verwaltung
Die Tätigkeit von Swiss Life Asset Managers in der Sparte „PAM“ besteht in der Verwaltung des Gesamtvermögens der Swiss Life-Bilanz, das aus Zahlung der Versicherungsprämien der Kunden für Versicherungen gegen bestimmte Risiken resultiert und die mit einem Sparziel hinterlegten Beträge für Lebensversicherungen oder Rentenverträge umfasst.
Bei der Vermögensverwaltung für Dritte (TPAM) verwaltet das Unternehmen Investmentfonds, in die institutionelle Anleger (Banken, Versicherungen, Pensionsfonds) und Privatanleger frei investieren können. Das von Swiss Life Asset Managers für Dritte verwaltete Vermögen umfasst Investitionen in Immobilienfonds, Bond-Fonds, Aktienfonds, Geldmarktfonds, Infrastrukturfonds sowie verschiedene Verwaltungsaufträge. Anfang 2024 erweitert Swiss Life Asset Managers ihre bestehende Produktpalette um indexierten Anlagelösungen für Schweizer Investoren. Das von der Gesellschaft verwaltete und administrierte Immobilienvermögen besteht hauptsächlich aus Büro- und Wohngebäuden, aber auch aus gewerblichen Liegenschaften, Hotels, medizinischen Gebäuden, Lagerhallen und Industriegebäuden, die Ende Dezember 2024 einen Gesamtwert von 108,4 Milliarden Schweizer Franken hatten.
2018 unterzeichnete Swiss Life Asset Managers die Charta der „Grundsätze für verantwortungsbewusstes Investieren“ der Vereinten Nationen (UN PRI) und wurde Mitglied der Global Real Estate Sustainability Benchmark (GRESB). Seit diesem Zeitpunkt bezieht das Unternehmen ökologische und soziale Kriterien in seine gesamten Anlagemöglichkeiten ein. In diesem Zusammenhang wurde Swiss Life Asset Managers für mehrere seiner Immobilienfonds mit dem „Green Star“ von GRESB ausgezeichnet und erhielt für mehrere seiner Investmentfonds in Anlagen und Immobilien die Auszeichnung für sozial verantwortliche Investitionen in Frankreich. Das Unternehmen hat sich verpflichtet, die Kohlenstoffintensität seines direkt gehaltenen PAM-Immobilienportfolios bis 2030 im Vergleich zu den Werten von 2019 um 20 % zu senken und möchte so seinen Beitrag zum Pariser Abkommen leisten.
Im Bildungsbereich hat Swiss Life Asset Managers den mit einem Geldpreis verbundenen „Swiss Life Study Award“ ins Leben gerufen, um Studierende zu fördern und zu unterstützen, die am Ende ihres Studiums eine qualitativ hochstehende Abschlussarbeit im Finanzbereich vorlegen. Dieser Preis wird seit 2014 jedes Jahr in Zusammenarbeit mit der Hochschule Luzern und der deutschsprachigen Schweizer Zeitung „Finanz und Wirtschaft“ verliehen. In Frankreich unterhält Swiss Life Asset Managers eine Partnerschaft mit dem EDHEC Risk Institute.

## Standorte
Geografisch gesehen befindet sich der Hauptsitz von Swiss Life Asset Managers in Zürich. In der Schweiz befindet sich außerdem der Hauptsitz von Livit auch in Zürich. In Deutschland hat die Swiss Life Asset Management GmbH ihren Sitz in Garching bei München, der Hauptsitz von BEOS ist in Berlin.
In Frankreich befindet sich der Verwaltungssitz von Swiss Life Asset Managers France in Marseille, während die einzelnen Teams größtenteils in Paris angesiedelt sind.[31] Diese Tochtergesellschaft entstand 2019 aus der Fusion der auf Finanzmarktanlagen spezialisierten Swiss Life Asset Management (France) und der auf Immobilienanlagen spezialisierten Swiss Life REIM (France).
Im Vereinigten Königreich ist Swiss Life Asset Managers in London präsent, wo sich der Hauptsitz der Tochtergesellschaft Swiss Life Asset Managers UK befindet. Swiss Life Asset Managers besitzt eine Tochtergesellschaft in Luxemburg, „Swiss Life Asset Managers Luxembourg“, wo einige seiner Investmentfonds europäischen Rechts angesiedelt sind. In Norwegen befindet sich der Sitz der Tochtergesellschaft „Swiss Life Asset Managers Nordic“ in der Hauptstadt Oslo.

## Belege
1. 1 2 3  Full-year results 2024 Extract from investor presentation for media representatives. 14. März 2024, abgerufen am 14. März 2024 (englisch).
2. ↑  Swiss Life Asset Managers. In: Bloomberg. Abgerufen am 30. August 2021.
3. ↑  Maha Khan PhillipsNovember/December 2023: Top 150 Real Estate Investment Managers 2023. Abgerufen am 31. Oktober 2024 (englisch).
4. ↑  Fund Manager Survey. Abgerufen am 31. Oktober 2024 (englisch).
5. 1 2 3  Voyage dans l’ADN du premier propriétaire suisse. In: Le Temps. 9. April 2021, ISSN 1423-3967 (letemps.ch [abgerufen am 30. August 2021]).
6. ↑  Rentenanstalt. Abgerufen am 30. August 2021.
7. 1 2  Eine Reise durch die Geschichte von Swiss Life Asset Managers. Abgerufen am 31. August 2021.
8. ↑  Annual Report 2012. Abgerufen am 31. August 2021.
9. ↑  Rentenanstalt. Abgerufen am 30. August 2021.
10. ↑  Swiss Life Asset Managers. 19. November 2018, abgerufen am 30. August 2021 (französisch).
11. ↑  Business Immo: Swiss Life prend une participation majoritaire dans Viveris Reim. 6. April 2011, abgerufen am 30. August 2021 (französisch).
12. 1 2  Gestion de Fortune: Viveris REIM devient Swiss Life REIM (France). Abgerufen am 30. August 2021 (französisch).
13. ↑  Gestion de Fortune: Fusion de Swiss Life AM et de Swiss Life REIM. Abgerufen am 30. August 2021 (französisch).
14. ↑  Swiss Life wächst und kauft zu. In: Handelszeitung. Abgerufen am 30. August 2021.
15. 1 2  Swiss Life übernimmt deutsche Immobiliengesellschaft BEOS. Abgerufen am 30. August 2021.
16. ↑  Swiss Life AM: Corpus Sireo wird vollständig integriert. In: IMMOBILIEN Business. 27. Juli 2021, abgerufen am 30. August 2022 (de-DE-formal).
17. ↑  Swiss Life Asset Managers to acquire Mayfair Capital. Abgerufen am 30. August 2021 (amerikanisches Englisch).
18. ↑  Swiss Life Asset Managers acquiert Fontavis. Abgerufen am 30. August 2021 (französisch).
19. ↑  Swiss Life Asset Managers und Fontavis rücken bei Infrastrukturanlangen zusammen. Abgerufen am 6. Januar 2022.
20. ↑  red: Swiss Life: Akquisition in Norwegen vollzogen. In: Real Estate Move Immobilien News Schweiz. 1. Dezember 2021, abgerufen am 3. Dezember 2021 (deutsch).
21. ↑  Swiss Life AM erwirbt schwedische Immobilienfirma | News | Aktuell | investrends.ch Abgerufen am 6. Februar 2024 (deutsch).
22. ↑  Swiss Life Asset Managers France crée un poste de direction de la gestion d'actifs. 18. Juni 2019, abgerufen am 30. August 2021 (französisch).
23. ↑  Full Year 2020 Investor Presentation. Abgerufen am 31. August 2021.
24. ↑  Fund Manager Survey 2021. Abgerufen am 31. August 2021.
25. ↑  Stephan Elmenhorst: «Den Begriff passiv mag ich nicht, wir sind extrem aktiv». 11. Dezember 2024, abgerufen am 8. Mai 2025 (deutsch).
26. ↑  Half-year Results 2022 Investor Presentation. Abgerufen am 31. August 2021.
27. ↑  Swiss Life se lance dans les fonds de placements durables. In: Le Temps. 17. Dezember 2001, ISSN 1423-3967 (letemps.ch [abgerufen am 30. August 2021]).
28. ↑  La SCPI Pierre Capitale de Swiss Life AM France obtient le Label ISR. Abgerufen am 30. August 2021 (französisch).
29. ↑  Swiss Life AM France a obtenu le label ISR pour le fonds immobilier, géré pour le compte de l'Ircantec. Abgerufen am 30. August 2021 (französisch).
30. ↑  Annual Report 2024. Abgerufen am 8. Mai 2025 (englisch).
31. ↑  Finanz und Wirtschaft: Swiss Life prämiert Studienarbeiten. Abgerufen am 30. August 2021.
32. ↑  EDHEC-Risk and Swiss Life AM France set up a research chair to analyse the role of real estate in investment solutions. 17. Oktober 2018, abgerufen am 30. August 2021.
33. ↑  Swiss Life Asset Management GmbH. In: Bloomberg. Abgerufen am 30. August 2021.
34. ↑  Zone Bourse: Swiss Life finalise l'acquisition de BEOS | Zone bourse. Abgerufen am 30. August 2021 (französisch).
35. ↑  Swiss Life Asset Managers France nait à Marseille. Abgerufen am 30. August 2021 (französisch).
36. ↑  Swiss Life Asset Managers France crée un poste de direction de la gestion d'actifs. 18. Juni 2019, abgerufen am 30. August 2021 (französisch).
37. ↑  Zone Bourse: Swiss Life Asset Managers Luxembourg - Société de gestion - Fonds / OPCVM. Abgerufen am 30. August 2022 (französisch).